# Distant Vision
Distant Vision è un progetto sperimentale del 2015 e 2016 scritto e diretto da Francis Ford Coppola. Versioni diverse di questa produzione sono state trasmesse ad un pubblico limitato dell'Oklahoma City Community College il 5 Giugno 2015 e alla UCLA School of Theater nel Luglio 2016.

## Produzione
Coppola ha guidato il progetto come un primo tentativo concettuale per una futura produzione, più ricca e approfondita, che verrà trasmessa dal vivo e racconterà le lotte e i trionfi di tre generazioni di una famiglia italo-americana durante la nascita e la crescita dell'invenzione della televisione.